# 稷益庙
35°30′37″N 111°06′45″E / 35.51028°N 111.11250°E
稷益庙俗称阳王庙，位于中国山西省运城市新绛县阳王镇，县城西南15公里，是祀奉后稷和伯益的庙宇，已列为全国重点文物保护单位。

## 历史
稷益庙始建年代不详，元至元元年重建，明弘治、正德年间扩建重修。香火鼎盛。1984年重修。

## 建筑
稷益庙现仅存正殿和舞台，均为明代所建。其余全部拆除。
正殿面阔五间，进深六椽，单檐悬山顶，琉璃瓦饰，檐下施五铺作单下昂斗拱。殿内像毁于文化大革命。
稷益庙正殿的东西南三面满绘壁画，面积达131平方米，高6.18米，系明代壁画珍品，由翼城程儒及程絪、程耜父子，门徒张捆，绛州陈圆及侄子陈文、门徒刘崇德共7人所绘。完成于明正德二年（1507年）九月十五日描绘三皇、大禹、后稷、伯益传说，工笔重彩，色彩古雅厚重鲜艳，注重冷暖对比，线条雄健流畅，有元代壁画遗风。整个壁画绘有人物共有400多人，人物面部饱满。

## 保护
2001年6月25日，稷益庙公布为第五批全国重点文物保护单位，编号5-273。